# Зоологический Сад (вокзал)
|  |  |

|  |  |

|  |  |

|  |  |

|  |  |

|  |  |

|  |  |

|  |  |

|  |  |

|  |  |

|  |  |

|  |  |

|  |  |

|  |  |

|  |  |

Вокзал «Зоологический Сад» (Цоологишер-Гартен, нем. Bahnhof Berlin Zoologischer Garten) — важный транспортный узел Берлина. Под вокзалом Берлинской городской электрички находится станция метро. Вокзал находится вблизи Берлинского зоопарка.
После закрытия Анхальтского вокзала в 1952 году стал единственным вокзалом дальнего сообщения и главным транспортным узлом Западного Берлина.

## В культуре
- Ирландская рок-группа U2 посвятила вокзалу «Зоологический Сад» свою песню «Zoo Station».
- На этом вокзале происходит действие книги «Мы, дети с вокзала Зоо», написанной на основе интервью с Кристианой Ф. и поставленного по книге кинофильма.
- Станция является местом действия известной песни Big In Japan группы Alphaville, при этом автор песни упоминает станцию как популярное место встречи наркоманов[1][2].